# St. Peter und Paul (Kneiting)

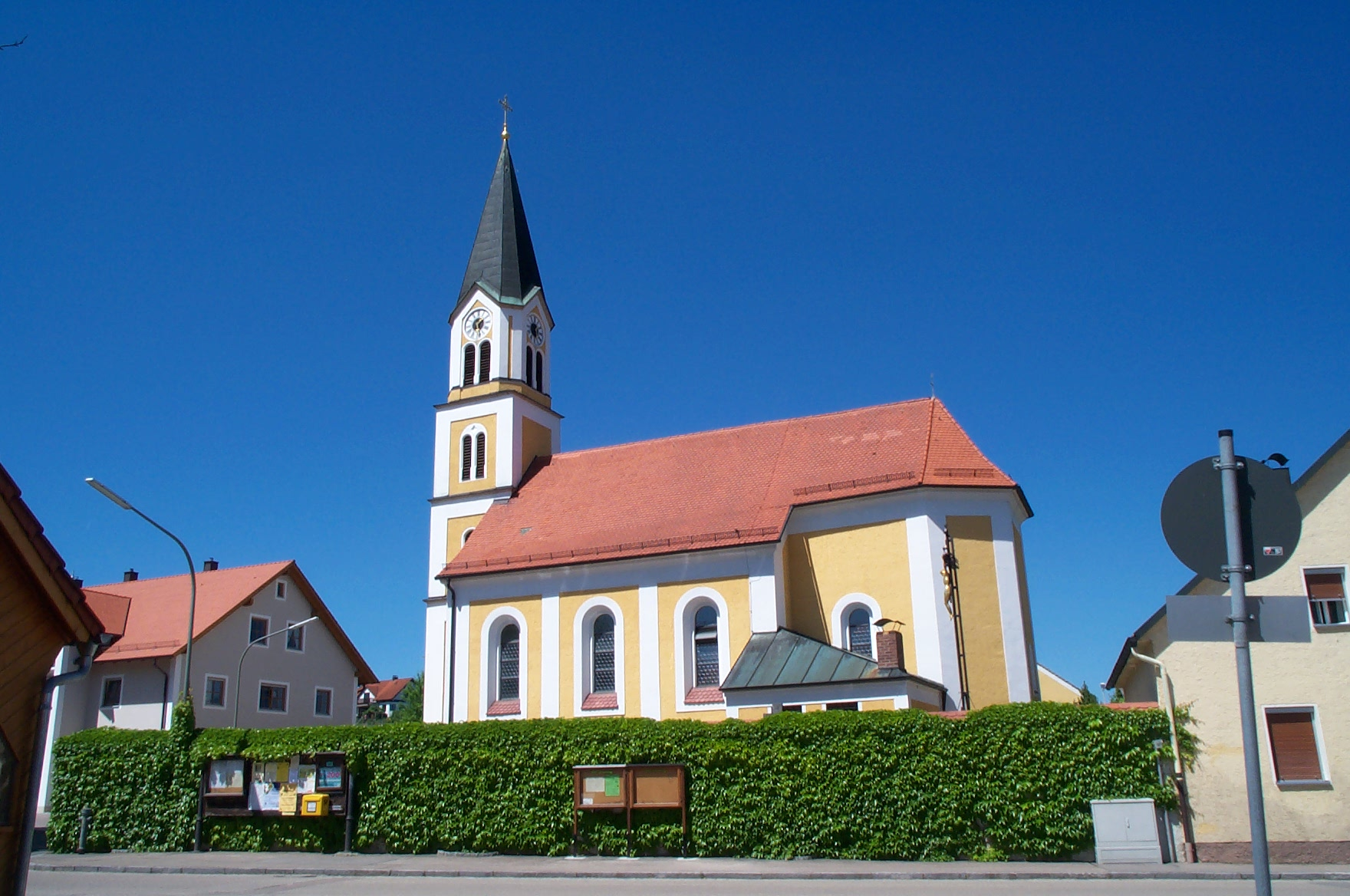
St. Peter und Paul (Kneiting)

Die römisch-katholische, denkmalgeschützte Filialkirche St. Peter und Paul steht in Kneiting, einem Gemeindeteil der Gemeinde Pettendorf im Landkreis Regensburg in der Oberpfalz. Sie ist dem Bistum Regensburg zugeordnet. Das Bauwerk ist unter der Denkmalnummer D-3-75-181-11 als Baudenkmal in die Bayerische Denkmalliste eingetragen.

## Beschreibung
Die Saalkirche wurde im 17. Jahrhundert erbaut. Sie besteht aus einem Langhaus aus drei Jochen, einem eingezogenen, dreiseitig geschlossenen Chor aus einem Joch im Osten und einem Fassadenturm im Westen, der mit einem spitzen Helm bedeckt ist. Er wurde erst 1885 anstelle des baufälligen Dachreiters errichtet. Sein oberstes Geschoss beherbergt die Turmuhr und den Glockenstuhl, in dem vier Kirchenglocken hängen.
Zur Kirchenausstattung gehört ein von vier Säulen flankierter Hochaltar, der bis 1839 als Seitenaltar im Regensburger Dom stand. Auf seinem Altarretabel sind Simon Petrus und Paulus von Tarsus dargestellt.